# Коечные сетки

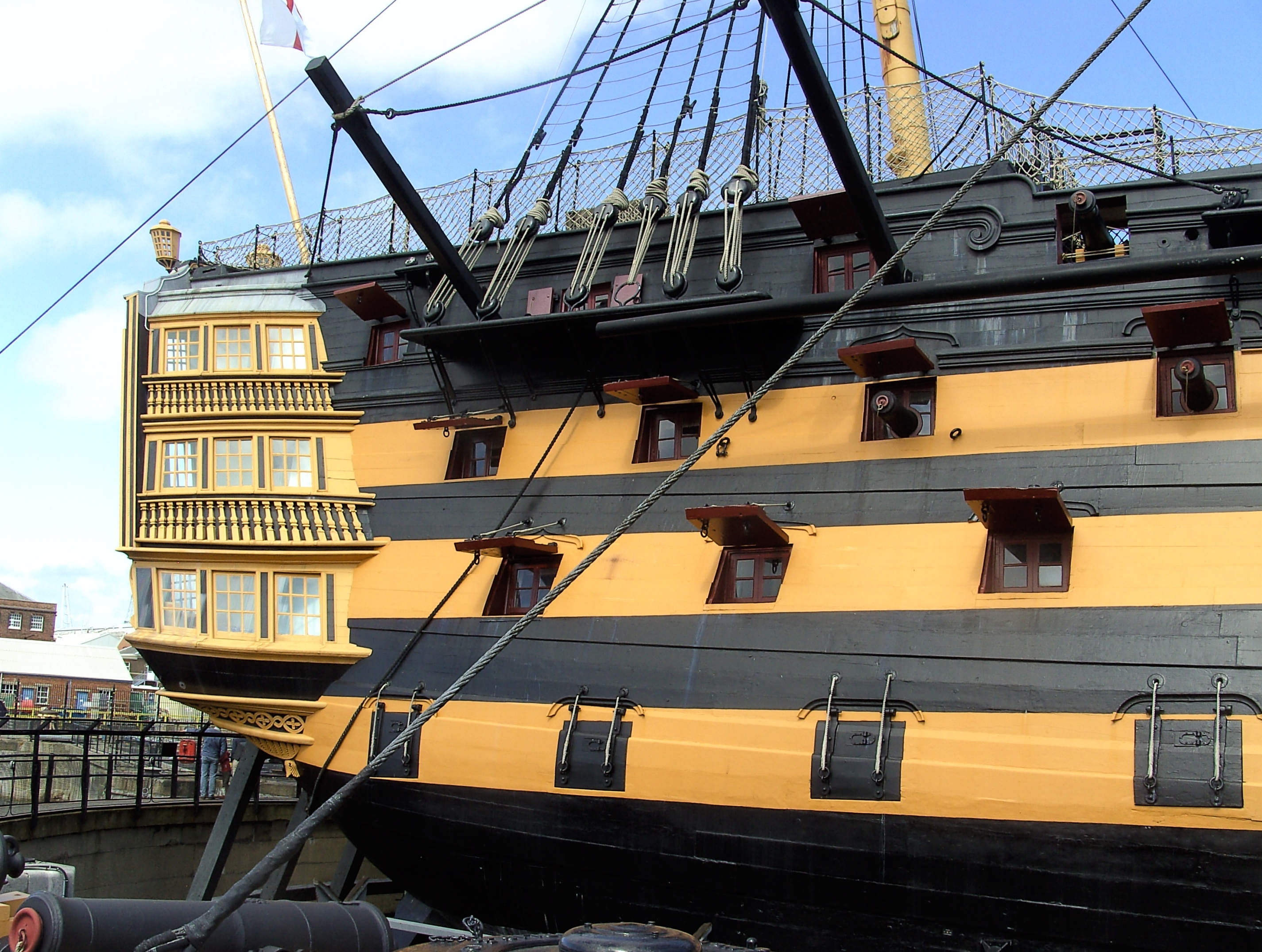
Пустые коечные сетки на нельсоновской Victory

Ко́ечные се́тки (устар.) — приспособления для хранения и проветривания матросских коек.
Устраивали на верхней палубе корабля. На парусных кораблях представляли собой 2 ряда сетчатых барьеров (отсюда название сетки) или загородок из деревянных реек по верху фальшборта. Свёрнутые койки вместе с матрацами убирали в них на день из жилых палуб или кубриков. При этом скатанные койки устанавливали вертикально вплотную друг к другу.
На кораблях раннего парового флота коечные сетки устанавливали по внешним переборкам надстроек и мостиков, в виде ниш или ящиков с крышками.
Тугой и единообразой скатке коек придавали большое значение по нескольким причинам:
- В повседневной службе они должны были не нарушать опрятности верхней палубы
- Ёмкость сеток была ограничена, и рыхлая скатка одной койки отнимала место у других
- В бою койки в сетках служили дополнительной защитой от пуль и осколков